# Tordifferenz
Die Tordifferenz (auch Subtraktionsverfahren) ist ein Verfahren zur Berechnung von Ranglistenpositionen im Sport. Sie wird in verschiedenen Sportarten zur Bestimmung von Tabellenrängen bei Punktgleichheit eingesetzt. Im Fußball wird die Tordifferenz seit den 1960er Jahren (in Frankreich beispielsweise seit der Saison 1964/65, in Deutschland seit 1969/70) allgemein angewandt. Davor wurde der Tabellenplatz bei Punktgleichheit über den Torquotienten errechnet.

## Berechnung
Zur Bildung der Tordifferenz werden die Gegentore von den erzielten Toren einer Mannschaft subtrahiert. Die somit errechnete Differenz entscheidet bei Punktgleichheit zweier Mannschaften über deren Platzierung, wobei die höhere Tordifferenz ausschlaggebend ist. Mitunter kann eine Berechnung anhand der Tordifferenz sich von der in vielen Sportarten verbreiteten Berechnung des Torquotienten unterscheiden. Als Beispiel:
| Mannschaft A erzielte 6 Tore und erhielt 2 Gegentore. |                         |
| Torquotient:                                          | Tordifferenz:           |
| {\displaystyle {\frac {6}{2}}=3}                      | {\displaystyle 6-2=4\,} |

| Mannschaft B erzielte 12 Tore und erhielt 6 Gegentore. |                          |
| Torquotient:                                           | Tordifferenz:            |
| {\displaystyle {\frac {12}{6}}=2}                      | {\displaystyle 12-6=6\,} |

Nach dem Torquotienten schneidet Mannschaft A (3 gegen 2) besser ab, nach der Tordifferenz Mannschaft B (4 gegen 6).
In den meisten Ligen und Turnieren entscheidet bei gleicher Tordifferenz die Zahl der geschossenen Tore, in anderen aber zunächst der direkte Vergleich der punktgleichen Mannschaften.